# ゲルマニクス (小惑星)
ゲルマニクス (10208 Germanicus) は、小惑星帯にある小惑星である。イタリアのストロンコーネのストロンコーネ天文台で発見された。
古代ローマ帝国の軍人ゲルマニクス（Germanicus Julius Caesar、紀元前15年 - 紀元後19年）から命名された。
2007年8月6日から9月18日にかけて行われた光度曲線観測によって衛星が発見され、仮符号 S/2007 (10208) 1 が付けられた。衛星の大きさは主星の半分ほどで、約18km離れた軌道を58.55-58.61時間の周期で回っている。